# Mågsberget
Mågsberget är en kulle i Finland. Den ligger i Sjundeå i den ekonomiska regionen  Helsingfors  och landskapet Nyland, i den södra delen av landet, 40 km väster om huvudstaden Helsingfors. Toppen på Mågsberget är 59 meter över havet.
Terrängen runt Mågsberget är platt. Runt Mågsberget är det glesbefolkat, med 17 invånare per kvadratkilometer. Närmaste större samhälle är Lojo, 16,5 km nordväst om Mågsberget. I omgivningarna runt Mågsberget växer i huvudsak blandskog.